# Sveriges kommunistiska arbetarparti
Sveriges kommunistiska arbetarparti (SKA) var ett svenskt politiskt parti som existerade mellan 1980 och 1993.  
Partiet hade sina rötter i den maoistiska delen av den svenska 1968-vänstern. Det grundades 1–2 november 1980 som Sveriges kommunistiska parti (marxist-leninisterna) av personer som samma år uteslutits ur det Kinavänliga kommunistpartiet SKP, tidigare känt som KFML. De uteslutna kom från SKP-avdelningarna i Sundsvall och Södra Järva. Konflikten rörde bland annat den uteslutna gruppens kritik mot hur Kina hade högervridits efter Mao Tse-tungs död, och de uteslutna personerna kom från fraktioner i SKP som tidigare haft stort inflytande. 
Namnet Sveriges kommunistiska arbetarparti antogs på kongressen 1982. Som pressorgan startades 1981 Kommunistiska Arbetartidningen. Bildandet av det nya partiet innebar i mångt och mycket en tillbakagång till den position som SKP haft runt 1976.
SKA:s samarbete med en annan liten vänsterorganisation, det proalbanska Kommunistiska partiet i Sverige (KPS), slutade med att redaktionerna för respektive organisations tidning 16 maj 1993 gick ihop för att ge ut Nya arbetartidningen. Såväl SKA som KPS upphörde att existera ungefär vid denna tid.
SKA var under hela sin existens en mycket liten grupp och deltog aldrig i några val i Sverige. Partiet hade visst samarbete med maoistiska rörelser i andra länder, inklusive MLPD (Tyskland), AKP(m-l) (Norge) och KFML (Danmark). Partiets representanter brukade delta i maoistiska internationella konferenser organiserade av tyska MLPD.